# 타슈켄트
타슈켄트(우즈베크어: Toshkent / Тошкент 터슈켄트, 러시아어: Ташке́нт, 문화어: 따슈껜뜨)는 우즈베키스탄의 수도이다. 주민은 우즈베크인 70%, 러시아인 13%, 타타르인 4.5%, 우크라이나인 4%, 고려인 2.2%로 구성되어 있다. 기계제조업(농기·광산토목기·직물기·장치류)이 발달하고 있으며, 대규모 면업(綿業) 콤비나트가 있다.

## 역사

### 어원
튀르크어로 Tash (튀르키예어:Taş [taʃ], 키릴문자:таш)는 돌을 뜻한다. 도시를 뜻하는 Kand, qand, Kent, Kad, Kath, Kud 모두는 마을 혹은 도시를 뜻하는 페르시아어/소그드어,스키타이어 kanda 로부터 유래했다. 그 증거가 Samarkand (사마르칸트), Yarkand (야르칸드), Penjikent 같은 도시 이름에서 발견된 상태이다.

### 성장 과정

타슈켄트의 발전
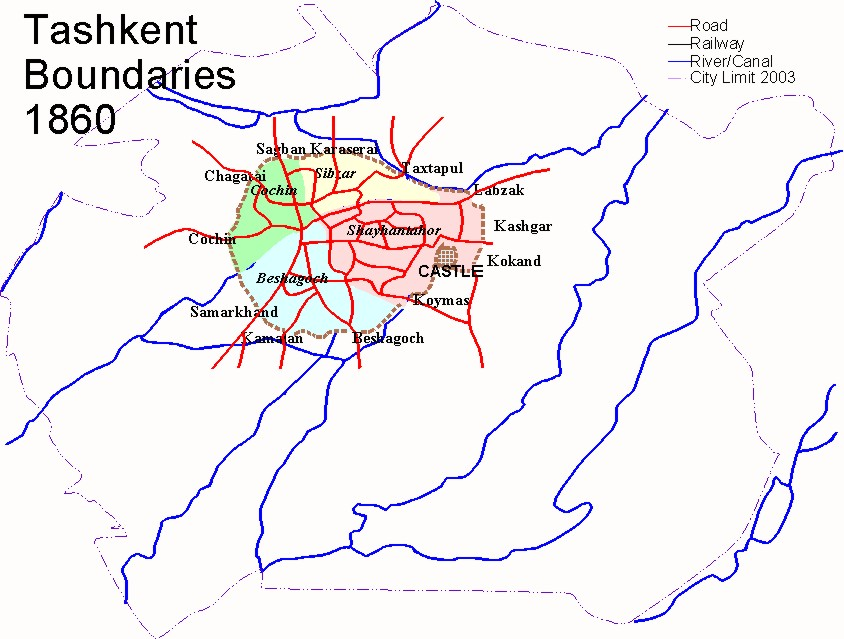
1865년
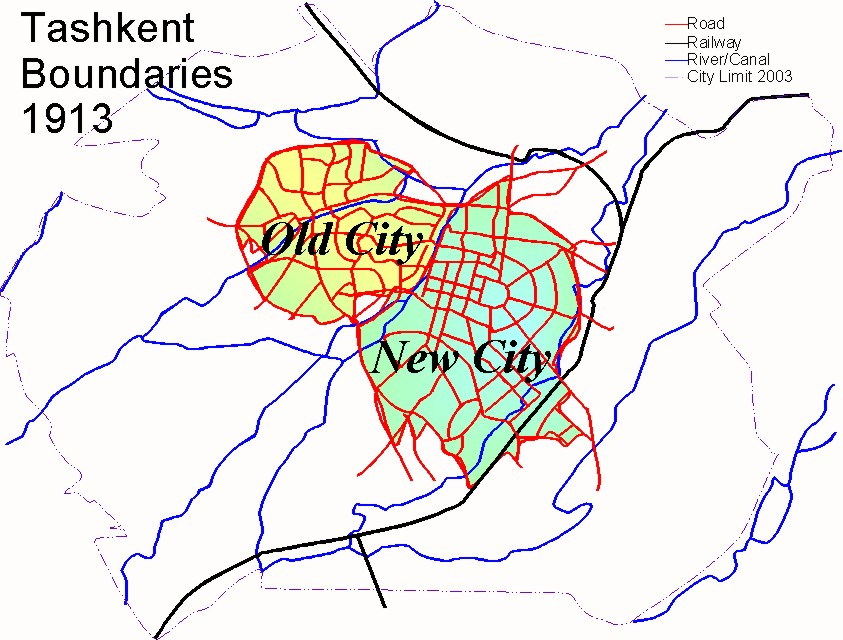
1913년
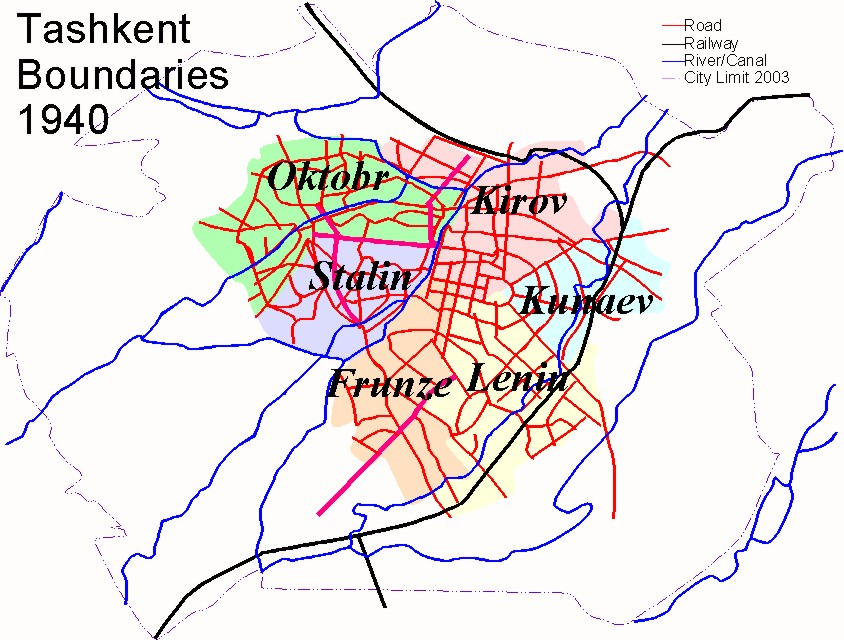
1940년
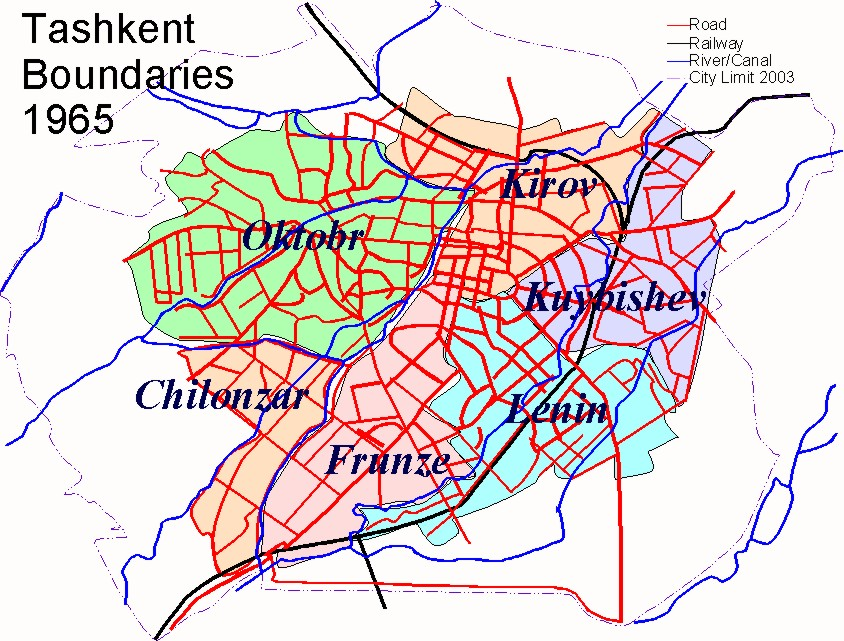
1965년
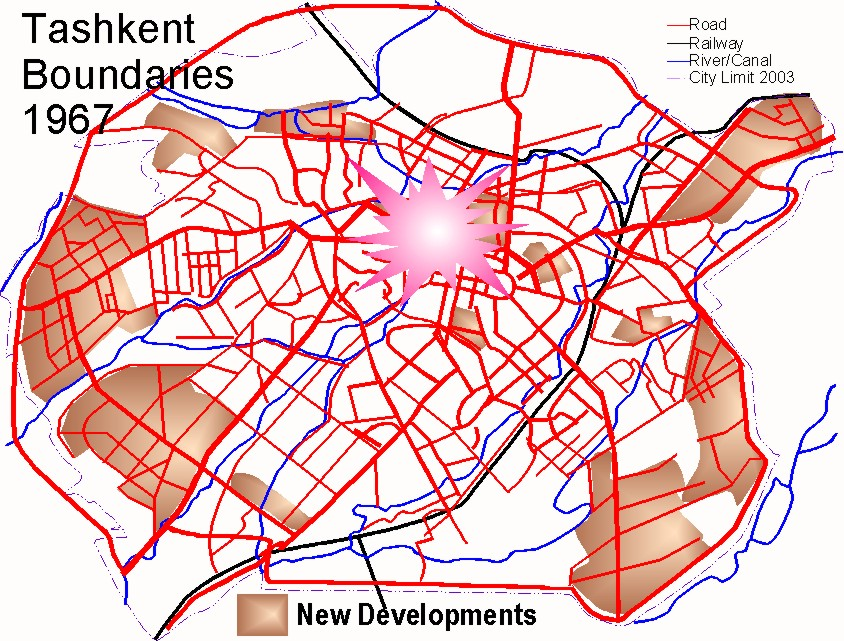
1966년의 지진과 다음의 재개발
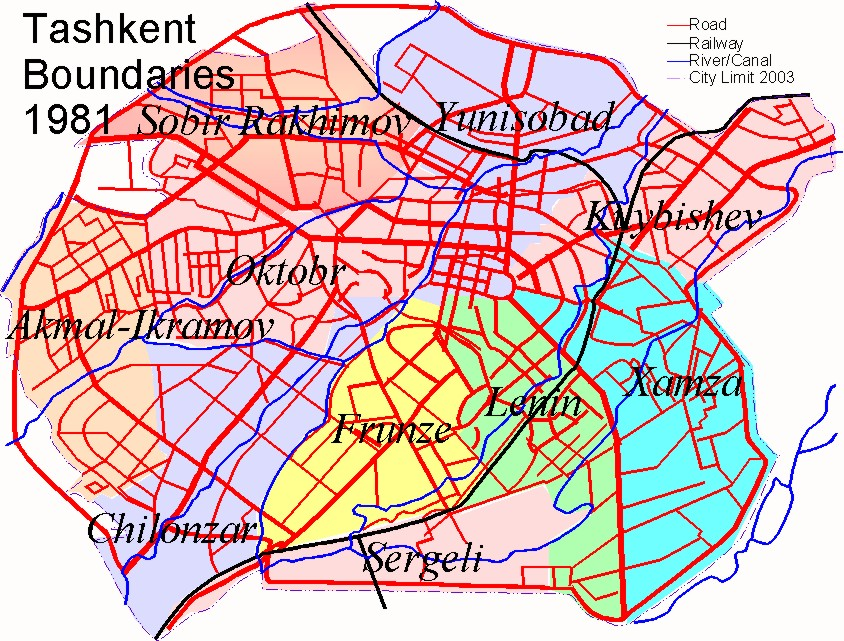
1981년
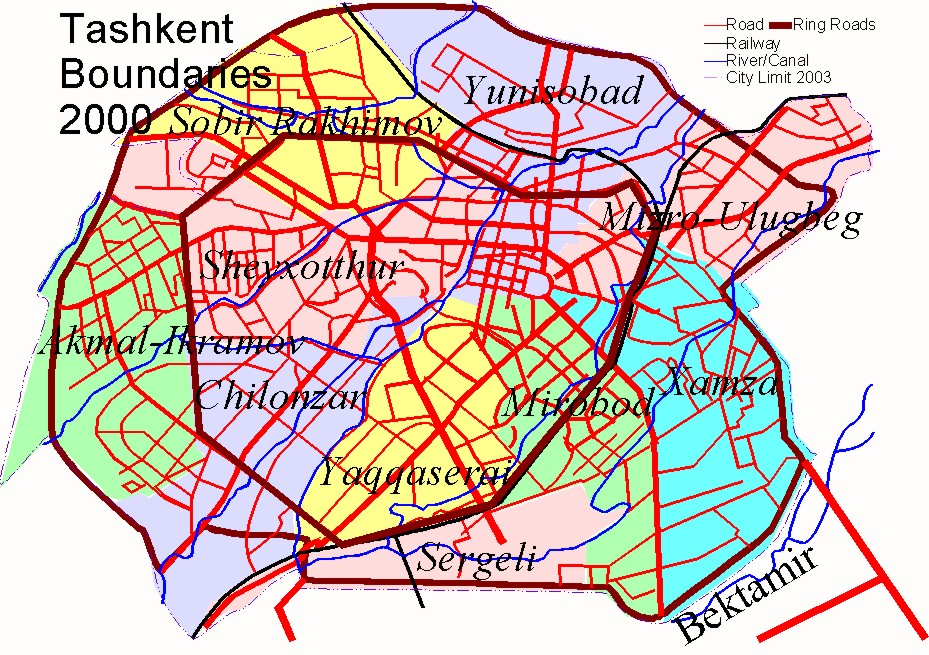
2000년

## 지리
타슈켄트는 심켄트와 사마르칸드 사이 길 상에 알타이산맥 끝자락의 서쪽에 관계시설이 잘 되어있는 평원안 북위 41° 18′  동경 69° 16′  / 북위 41.300°  동경 69.267° 에 위치해있다. 타슈켄트는 치르치크강과 그곳의 지류 각각의 합류에 위치하며 깊은 퇴적 사토의 침전 상 (15m 위) 에 세워져있다. 진동의 큰 수와 약간의 지진을 경험하는 활발한 지질 구조 지역이다. 1966년에 한 지진은 리히터 규모 7.5로 측정되었었다. 타슈켄트 지역 시간은 UTC/GMT +5 시간이다.

## 기후
| 타슈켄트의 기후                                                  | 타슈켄트의 기후 | 타슈켄트의 기후 | 타슈켄트의 기후 | 타슈켄트의 기후 | 타슈켄트의 기후 | 타슈켄트의 기후 | 타슈켄트의 기후 | 타슈켄트의 기후 | 타슈켄트의 기후 | 타슈켄트의 기후 | 타슈켄트의 기후 | 타슈켄트의 기후 | 타슈켄트의 기후 |
| 월                                                               | 1월             | 2월             | 3월             | 4월             | 5월             | 6월             | 7월             | 8월             | 9월             | 10월            | 11월            | 12월            | 연간            |
| ---------------------------------------------------------------- | --------------- | --------------- | --------------- | --------------- | --------------- | --------------- | --------------- | --------------- | --------------- | --------------- | --------------- | --------------- | --------------- |
| 역대 최고 기온 °C (°F)                                           | 22.6 (72.7)     | 27.0 (80.6)     | 32.5 (90.5)     | 36.4 (97.5)     | 39.9 (103.8)    | 43.0 (109.4)    | 44.6 (112.3)    | 43.1 (109.6)    | 40.0 (104.0)    | 37.5 (99.5)     | 31.6 (88.9)     | 27.3 (81.1)     | 44.6 (112.3)    |
| 일평균 최고 기온 °C (°F)                                         | 7.2 (45.0)      | 9.5 (49.1)      | 16.0 (60.8)     | 22.3 (72.1)     | 28.0 (82.4)     | 33.6 (92.5)     | 35.9 (96.6)     | 34.9 (94.8)     | 29.5 (85.1)     | 22.2 (72.0)     | 14.1 (57.4)     | 8.6 (47.5)      | 21.8 (71.3)     |
| 일일 평균 기온 °C (°F)                                           | 2.3 (36.1)      | 4.2 (39.6)      | 10.2 (50.4)     | 15.9 (60.6)     | 21.1 (70.0)     | 26.2 (79.2)     | 28.3 (82.9)     | 26.6 (79.9)     | 21.0 (69.8)     | 14.4 (57.9)     | 8.1 (46.6)      | 3.5 (38.3)      | 15.2 (59.3)     |
| 일평균 최저 기온 °C (°F)                                         | −1.3 (29.7)     | 0.1 (32.2)      | 5.3 (41.5)      | 10.1 (50.2)     | 14.3 (57.7)     | 18.4 (65.1)     | 20.1 (68.2)     | 18.4 (65.1)     | 13.4 (56.1)     | 8.3 (46.9)      | 3.6 (38.5)      | −0.1 (31.8)     | 9.2 (48.6)      |
| 역대 최저 기온 °C (°F)                                           | −28 (−18)       | −25.6 (−14.1)   | −16.9 (1.6)     | −6.3 (20.7)     | −1.7 (28.9)     | 3.8 (38.8)      | 8.2 (46.8)      | 5.7 (42.3)      | 0.1 (32.2)      | −11.2 (11.8)    | −22.1 (−7.8)    | −29.5 (−21.1)   | −29.5 (−21.1)   |
| 평균 강수량 mm (인치)                                            | 55 (2.2)        | 72 (2.8)        | 66 (2.6)        | 63 (2.5)        | 41 (1.6)        | 17 (0.7)        | 3 (0.1)         | 2 (0.1)         | 5 (0.2)         | 24 (0.9)        | 51 (2.0)        | 58 (2.3)        | 457 (18)        |
| 평균 강우일수                                                    | 14              | 13              | 14              | 12              | 11              | 7               | 4               | 3               | 3               | 7               | 10              | 12              | 110             |
| 평균 강설일수                                                    | 9               | 7               | 2               | 0               | 0               | 0               | 0               | 0               | 0               | 1               | 2               | 6               | 27              |
| 평균 상대 습도 (%)                                               | 73              | 68              | 61              | 60              | 53              | 40              | 39              | 42              | 45              | 57              | 66              | 73              | 56              |
| 평균 월간 일조시간                                               | 104.7           | 119.4           | 169.2           | 222.7           | 303.0           | 352.8           | 386.5           | 353.4           | 283.8           | 220.4           | 135.0           | 104.7           | 2,755.6         |
| 출처 1: Pogoda.ru.net (평년값: 1991년~2020년, 극값: 1867년~현재) |                 |                 |                 |                 |                 |                 |                 |                 |                 |                 |                 |                 |                 |
| 출처 2: 미국 해양대기청                                          |                 |                 |                 |                 |                 |                 |                 |                 |                 |                 |                 |                 |                 |

## 인구
| 연도 | 인구      | ±% p.a. |
| ---- | --------- | ------- |
| 1897 | 155,673   | —       |
| 1959 | 911,930   | +2.89%  |
| 1970 | 1,384,509 | +3.87%  |
| 1979 | 1,780,002 | +2.83%  |
| 1983 | 1,902,000 | +1.67%  |
| 1989 | 2,072,459 | +1.44%  |
| 1991 | 2,130,200 | +1.38%  |
| 1995 | 2,097,400 | −0.39%  |
| 2000 | 2,142,300 | +0.42%  |
| 2001 | 2,137,900 | −0.21%  |
| 2002 | 2,136,600 | −0.06%  |
| 2003 | 2,139,200 | +0.12%  |
| 2004 | 2,135,400 | −0.18%  |
| 2005 | 2,135,700 | +0.01%  |
| 2006 | 2,140,600 | +0.23%  |

| 연도 | 인구      | ±% p.a. |
| ---- | --------- | ------- |
| 2007 | 2,157,100 | +0.77%  |
| 2008 | 2,180,000 | +1.06%  |
| 2009 | 2,206,300 | +1.21%  |
| 2010 | 2,234,300 | +1.27%  |
| 2011 | 2,296,500 | +2.78%  |
| 2012 | 2,309,300 | +0.56%  |
| 2013 | 2,340,900 | +1.37%  |
| 2014 | 2,352,900 | +0.51%  |
| 2015 | 2,371,300 | +0.78%  |
| 2016 | 2,393,200 | +0.92%  |
| 2017 | 2,424,100 | +1.29%  |
| 2018 | 2,464,900 | +1.68%  |
| 2019 | 2,509,900 | +1.83%  |
| 2020 | 2,571,700 | +2.46%  |
| 2021 | 2,694,400 | +4.77%  |

|  | 이 그래프는 더 이상 지원되지 않는 레거시 그래프 확장 기능을 사용하고 있습니다. 새로운 차트 확장 기능으로 변환해야 합니다. |

## 행정 구역

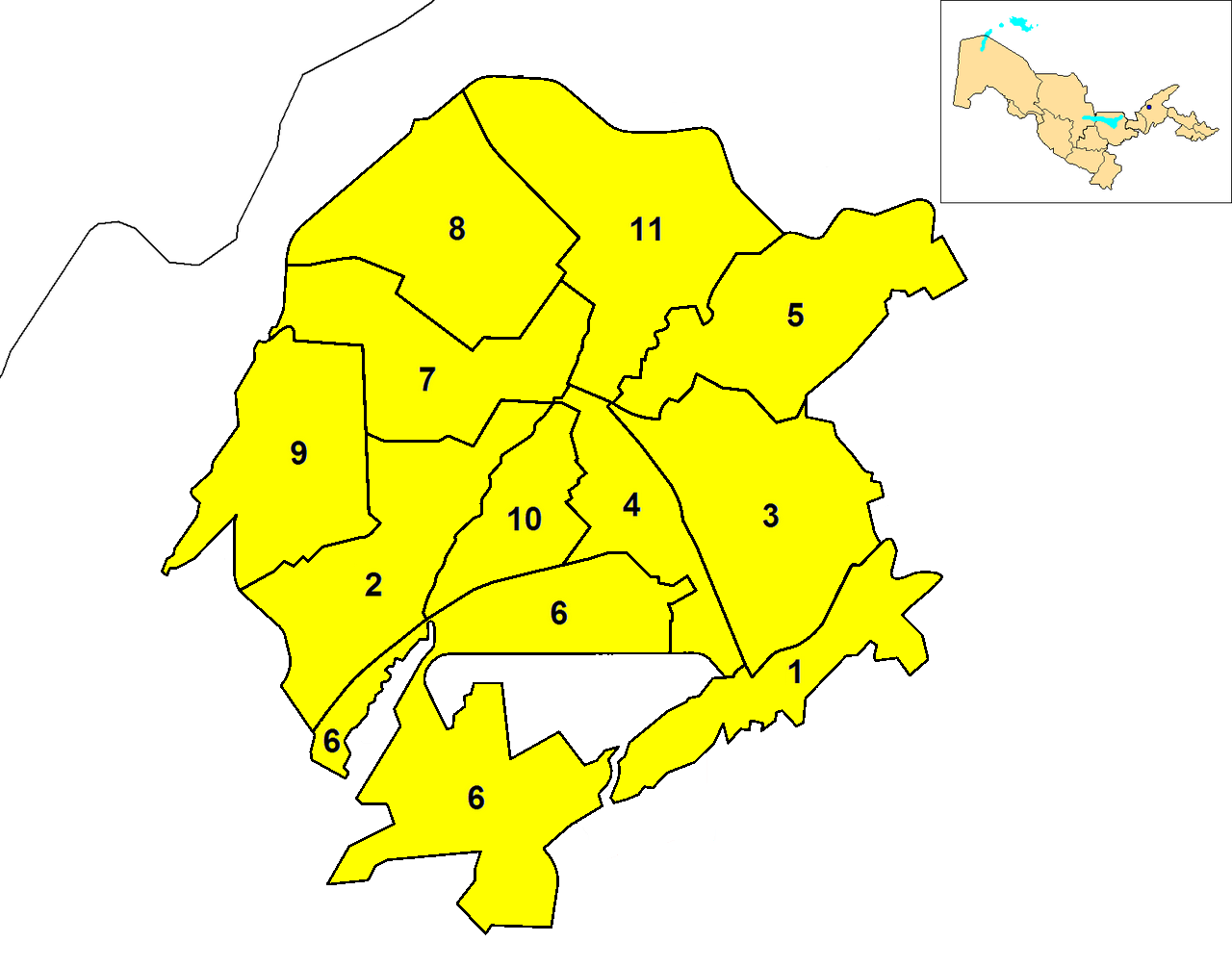
타슈켄트 시의 지구

타슈켄트는 현재 다음 지구들로 나뉜 상태이다 (우즈벡어 tuman):
1. 벡테미르 (Bektemir)
2. 칠란자르 (Chilanzar)
3. 함자 (Khamza)
4. 미로보드 (Mirobod)
5. 미르조 울룩벡 (Mirzo Ulugbek)
6. 세르겔리 (Sergeli)
7. 샤이혼토후르 (Shaykhontohur)
8. 소비르 라히모프 (Sobir Rakhimov)
9. 우치테파 (Uchtepa)
10. 약카사라이 (Yakkasaray)
11. 유누사바드 (Yunusabad)

차르 제정 시대에 4 지구를 가지고 있었다. (우즈벡어 daha):
1. 베시요그호치 (Beshyoghoch)
2. 쿡차 (Kukcha)
3. 샤이크혼토크후르 (Shaykhontokhur)
4. 세브조르 (Sebzor)

1940년에 다음 지구를 가지고 있었다. (러시아어 район):
1. 옥티야브르 (Oktyabr)
2. 키로프 (Kirov)
3. 스탈린 (Stalin)
4. 프룬제 (Frunze)
5. 레닌 (Lenin)
6. 쿠비셰프 (Kubishev)

1981년 다음으로 재편성했다.:
1. 벡테미르 (Bektemir)
2. 악말-익라모브 (우치테파) Akmal-Ikramov (Uchtepa)
3. 함자 (Khamza)
4. 레닌 (미로보드) Lenin (Mirobod)
5. 쿠비셰프 (미르조 울룩벡) Kubishev (Mirzo Ulugbek)
6. 세르겔리 (Sergeli)
7. 옥토베르 (샤이혼토크후르) Oktober (Shaykhontokhur)
8. 소비르 라히모브 (Sobir Rakhimov)
9. 칠란자르 (Chilanzar)
10. 프룬제 (약카사라이) Frunze (Yakkasaray)
11. 키로프 (유누사바드) Kirov (Yunusabad)

## 경제
크고 작은 바자르(시장)들이 많다. 이 바자르들은 먹거리 위주이기는 한데, 그뿐 아니라 옷이나 기타 생활 도구들도 많이 취급한다. 이곳에서 파는 먹거리의 가격은 싸다. 주먹만한 토마토 1kG 1500숨, 큰 수박 하나에 1500숨, 포도 1kg에 800숨, 1.5L짜리 음료수가 1000숨, 쟁반만한 빵(러시아어:리뵤쉬까 우즈벡어:논)이 600숨 정도이다.(1숨은 한화 1원 정도, 2013년 기준 쿠일륙시장-타슈켄트 최대 농산물 시장- 기준)
초르수 바자르 (Chorsu Bazaar)
쿠켈대시 마드라사에 근접한 이 거대한 개방형 바자르는 타슈켄트의 오래된 마을 중심이다. 이 일대 지역은 유일하게 1966년 대지진에서 무너지지 않은 지역이다.

### 교통
- 버스
- LRT (Light rail trains)/시가전차 (Street cars)
- 지하철 시스템
- 무궤도 전차 (Trolley buses)

타슈켄트의 모든 버스, 지하철, LRT, 시가전차는 800숨이었으나 2014년 5월부로 전부 1200숨으로 인상 되었다.
- 타슈켄트 국제 공항은 도시를 아시아, 유럽, 아메리카 대륙까지 연결하는 나라에서 가장 큰 공항이다.

## 사회

### 대중 매체
- 9개의 우즈베크어 신문, 4개의 영어와 9개의 러시아어 출판물
- 몇몇의 텔레비전과 중앙 아시아에서 가장 높은 구조물인, 타슈켄트 타워를 포함하는 케이블 텔레비전 시설물들

### 교육
- 몇몇의 대학과 고등 교육 기관들:
  - 타슈켄트 국립 사범대학교(Tashkent State Pedagogical University) 우즈베키스탄 최초의 한국어 학과가 개설됨. 교사 양성의 중심 대학. 지방의 사범대학들을 분교로 거느리고 있다.
  - 타슈켄트 국립 동방 대학교(toshkent sharqshunoslik insititute) 우즈벡 최초의 대학이자(??미르조 울르그벡 우즈베키스탄 국립 대학교가 중앙아시아 최초의 대학), 가장 많은 한국 유학생을 배출한 대학 (지하철 오이벡 근처 한국대사관 4거리 위치)
  - 우즈베키스탄 타슈켄트 자동차 및 도로 건설 연구소  보관됨 2017-07-23 - 웨이백 머신
  - 타슈켄트 주립 기술 대학교 
  - 타슈켄트 연구소 건축과 건설 
  - International Business School "Kelajak Ilmi"
  - Inha University in Tashkent (타슈켄트 인하대): 우즈베키스탄정부와 국영기업이 설립한 국립대학으로, 한국의 인하대학교가 입학생 선발 및 학사운영을 담당하는 대학. 영어로 강의
  - 타쉬켄트 대학의 기술 정보의  보관됨 2017-06-03 - 웨이백 머신
  - 웨스트 민스터 국제 대학   uzbek 캠퍼스 영국 본교로 편입시 학점이 인정된다.
  - 국립 대학 우즈베키스탄의 
  - 타슈켄트 경제 외교 대학교 : 우즈베키스탄 최고 대학 (막심 고르끼 지하철 근처)
  - 타슈켄트 주립 대학교 경제
  - 타슈켄트 법학 대학교 (toshkent yurdik university) (아무르티무르 공원 앞)
  - 타슈켄트 금융 연구원
  - 주립 대학교 외국어 (kazami insititute) (보부르 공원 뒷편)
  - 음악원 음악
  - 타슈켄트 주립 의학 아카데미
  - 동양학 연구소.
  - 타슈켄트 이슬람 대학

## 문화
이슬람과 그리스 정교, 거기에 러시아 문화까지 혼합된 다양한 모습의 문화를 동시에 체험할 수 있다. 이슬람식의 음식에 보드카를 곁들이는 이들의 식사 풍경이 이채롭다.

### 건축
1966년 지진 때문에 많은 이슬람 건축물들이 파괴되었고 약간의 타슈켄트의 전통 건축들이 유산으로 남아있다. 그러나, 박물관은 많이 남아 있는 상태이다. 한 때 30 미터 높이의 레닌 동상이 서있었던 소련 시절에 가장 큰 광장 (독립 광장)인 레닌 동상은 1992년 우즈베키스탄의 지도를 보여주는 지구본으로 바뀌었다.
- 정부, 무역 연합과 사설 의학과 치과 시설
- Ernst & Young Ltd, Deloitte & Touche, PricewaterhouseCoopers, Gravamen Fidelis and Fides LLP 같은 몇몇의 미국과 유럽의 컨설팅 회사들의 사무실

쿠켈대시 마드라사 (Kukeldash Madrassa)
압둘라 칸 (1557년 ~ 1598년)의 통치시기에 지방 종교 마와란나흐르 무슬림들의 위원회에 의해 부흥 중이었다. 박물관으로 만들자는 대화가 있지만 그것은 현재 모스크로서 이용 중이다.
- 텔리아샤야크흐 모스크 (Telyashayakh Mosque, Khast Imam Mosque)

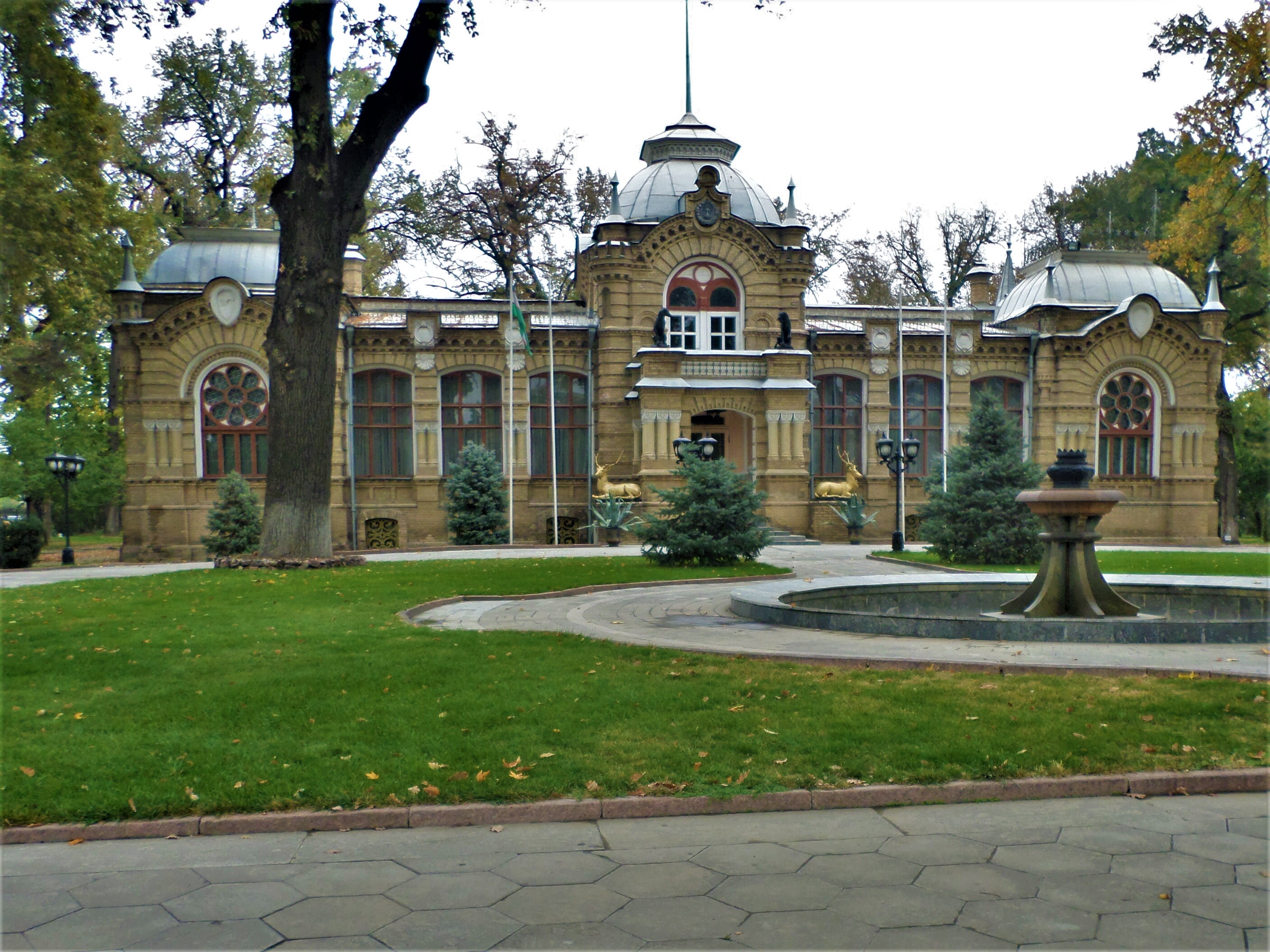
로마노프 왕자 궁전

- 유누스 칸 묘 (Yunus Khan Mausoleum)

세 개의 15세기 묘 무리가 19세기에 회복되었다. 가장 큰 것은 무굴 제국 설립자 바부르의 할아버지 유누스 칸의 묘이다.
- 로마노프 왕자의 궁전

19세기 말 알렉산드로 3세의 첫째 사촌인 니콜라스 콘스탄틴노비치가 러시아 왕관 보석을 수반하는 상당한 그늘진 거래 때문에 타슈켄트로 쫓겨났다. 그의 작은 궁전은 아직도 도시의 중심에 있다. 박물관은 한 때 외무부에 의해 사용된 적이 있다.
- 알리쉐르 나보이 오페라 발레 극장 Alisher Navoi Opera and Ballet Theatre

모스크바에 있는 레닌의 묘를 디자인했던 알렉세이 시추세프가 제2차 세계대전 일본 제국 포로 노동자의 힘을 빌어 세웠다. 이 극장은 러시아 발레와 오페라를 주최한다.

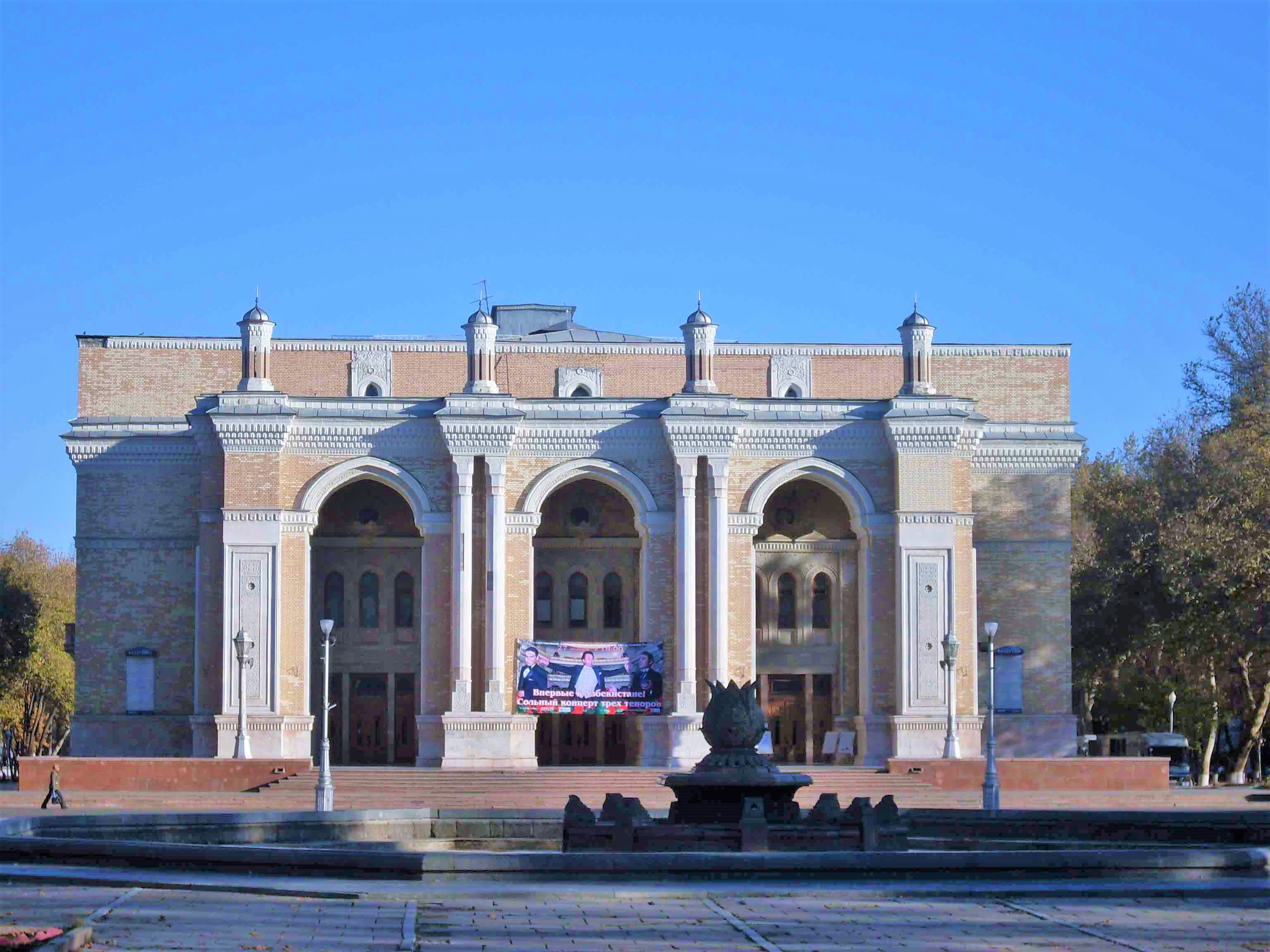
볼쇼이 나보이 극장

- 우즈베키스탄 예술 박물관 Fine Arts Museum of Uzbekistan

19세기와 20세기 응용 예술의 더 많은 현대 수집품과 함께, 소그디언 벽화, 불교 조각상, 조로아스터 예술을 수반하는 러시아 이전 시대의 많은 예술품이 있다. 더한 흥미는 타슈켄트로 추방된 로마노프 공작이 그의 궁전을 꾸미기 위해 에르미타시 미술관으로부터 "빌려온" 큰 규모의 미술 수집품이며 혁명이 일어나 결코 되돌아가지 않았다. 그 박물관 뒤는 최초의 우즈베키스탄 대통령 율두시 아크훈바에프와 함께 1919년 오시포프의 배반 때문에 러시아 혁명에서 죽었던 볼셰비키의 무덤이 있는 조그만 공원이다.
- 응용 예술 박물관 Museum of Applied Arts

부유한 차르시대의 외교관을 위한 임무를 했던 그 집은 19세기와 20세기 응용 예술의 소장품이라기 보다는, 그 집 차체가 주요 매력이다.
- 역사 박물관

타슈켄트의 가장 큰 박물관
- 아미르 티무르 박물관

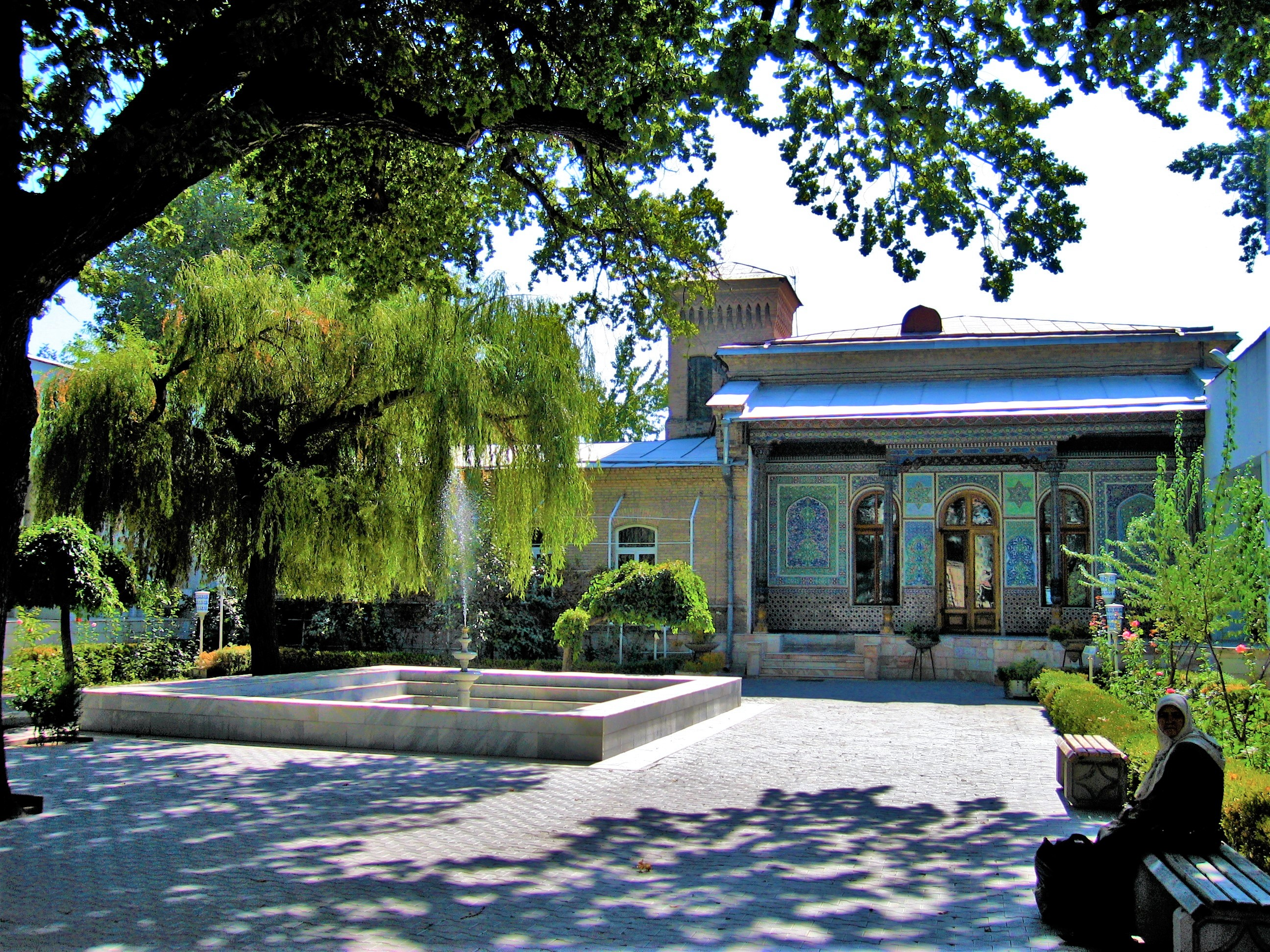
응용 예술 박물관

눈부신 파란 돔과 화려하게 장식한 인테리어를 갖춘 인상적인 건물이다. 내부에 티무르와 대통령 이슬람 카리모프의 전시품이 방문자의 관심으로 우열을 타툰다. 바깥의 정원은 말 등에 탄 티무르의 조상을 담고 있으며 도시에서 가장 좋은 정원과 분수의 몇몇에 의해 둘러싸여있다.
- 나보이 문학 박물관

페르시아어 달필 앨리셰르 나보이 복제 원고를 갖추고 있으며 15세기 세밀화가 있다.

### 문화재
우트만 코란
우트만 코란은 세계에서 가장 오래된 현존하는 코란으로 간주된다. 655년으로 거슬러 올라가면 살인된 칼리프, 칼리패터 라술 알라, 아미르 울 모메닌, 하즈라트 시에드나 우트만 라지 알라후 탈하 안후의 피로 얼룩져있으며, 티무르가 사마르칸트로 가져왔으며, 러시아인들에 의해 전쟁 전리품으로 탈취돼서 상트페테르부르크로 소재가 이동했다. 1989년 코란은 우즈베키스탄으로 되돌아왔다.

### 행사 정보
2009년 타슈켄트가 도시(都市)로서의 모습을 갖춘지 2200년이 되는 것을 기념하는 행사가 열릴 예정이다. 이 행사에는 유네스코의 관련 분과위원들과 전문가들이 참여하기로 했으며, 우즈베키스탄 정부당국은 기존의 역사적 유적을 보수하고 실크로드의 중심도시로서의 면모를 되살릴 수 있는 다양한 건축물을 신축할 예정이다. 또한 이슬람 카리모프 우즈베키스탄 대통령은 도시의 인프라를 획기적으로 개선할 수 있는 계획을 수립하고 추진해 나가기로 하는 결정문에 공식 서명하였다.

## 스포츠

### 축구 클럽
타슈켄트의 축구 클럽에는 파흐타코르 타슈켄트와 FC 부뇨드코르, 두스틀리치 타슈켄트가 있다.  아시아올림픽평의회 집행위원회가 이 도시에서 항저우 아시안게임 연기를 확정했다.

### 출신 유명인
유명한 사이클 선수 드자몰리디네 압두자파로프 (Djamolidine Abdoujaparov)와 바실리스 하치파나기스 (Vassilis Hatzipanagis)가 타슈켄트에서 태어났다. 테니스 선수 데니스 이스토민 (Denis Istomin) 도 이곳 출신이고, 이 도시에 산다.

## 자매 도시
- 터키, 이스탄불
- 미국, 시애틀
- 튀니지, 튀니스
- 파키스탄, 카라치
- 독일, 베를린
- 우크라이나, 드니프로
- 대한민국, 서울
- 일본, 나고야